# Ярів Езрахі
Ярів Езрахі (івр. יריב אזרחי нар. 1904, Єрусалим — 12 березня 2002) — ізраїльський скрипаль, музичний критик і педагог. Син Мордехая Кричевського-Езрахі, діяча раннього єврейської освіти в Палестині; по батьківській лінії був родичем з першим президентом Ізраїлю Хаїмом Вейцманом.

## Біографія
Навчався в консерваторії в Яффі, в 1922 році брав участь в урочистому концерті в честь візиту в Палестину Альберта Ейнштейна. 
У 1927-1930 роках навчався в Відні. З початку 1930-х років друкувався в палестинській пресі як музичний критик — зокрема, з захопленням відгукнувся на звістку про можливу імміграції в Палестину Арнольда Шенберга, який в підсумку все-таки вибрав США. 
У 1936 році був у числі учасників першого концерту  Палестинського симфонічного оркестру під управлінням Артуро Тосканіні. У тому ж році заснував в Тель-Авіві власну музичну школу, в якій викладав до 1991 року. Учнями Езрахі в різний час були, зокрема, Шломо Мінц, Іцхак Перлман, Даніель Баренбойм та інші відомі музиканти.